# Działdowo
Działdowo (în germană Soldau) este un oraș în Polonia.